# یواس‌ال‌اچ‌تی دهلیا
یواس‌ال‌ایچ‌تی دهلیا (به انگلیسی: USLHT Dahlia) یک کشتی بود که طول آن ۱۲۹ فوت ۵ اینچ (۳۹٫۴۵ متر) بود. این کشتی در سال ۱۸۷۴ ساخته شد.